# 米勒斯波特 (印地安納州)
米勒斯波特（英語：Millersport）是位於美國印地安納州杜波伊斯縣的一個非建制地區。該地的面積和人口皆未知。